# Stazione di Pollina-San Mauro Castelverde
La stazione di Pollina-San Mauro Castelverde è una stazione ferroviaria posta sulla linea Palermo-Messina nei pressi della località di Finale di Pollina. Serve i centri abitati di Pollina e di San Mauro Castelverde. Dei tre binari solo due sono abilitati al servizio viaggiatori,  il terzo è privo di marciapiede per la salita e la discesa dei passeggeri. La stazione è l'ultima della provincia di Palermo.